# Janus Braspennincx
Adrianus Jacobus Braspennincx (conocido como Janus Braspennincx; Zundert, 5 de marzo de 1903-Breda, 7 de enero de 1977) fue un deportista neerlandés que compitió en ciclismo en la modalidad de pista. Participó en los Juegos Olímpicos de Ámsterdam 1928, obteniendo una medalla de plata en la prueba de persecución por equipos.

## Medallero internacional
| Juegos Olímpicos | Juegos Olímpicos         | Juegos Olímpicos | Juegos Olímpicos        |
| Año              | Lugar                    | Medalla          | Competición             |
| ---------------- | ------------------------ | ---------------- | ----------------------- |
| 1928             | Ámsterdam (Países Bajos) | Medalla de plata | Persecución por equipos |